# مقاطعة سبوتسيلفانيا (فيرجينيا)
 مقاطعة سبوتسيلفانيا  (بالإنجليزية:  Spotsylvania County)‏ هي إحدى المقاطعات في ولاية فيرجينيا في الولايات المتحدة الأمريكية.

## أعلام
- جون سيدغويك
- مان بيج
- جيمس إس. وادزورث
- إدوين والر
- ستابلتون كراتشفيلد
- جونيوس دانيال
- توماس جي. ستيفنسون
- ستيف أتكينز
- ماثيو فونتين موري
- جيمس شيلتون ديكنسون